# 辅肌动蛋白
辅肌动蛋白（英語：Actinin）是一种微丝蛋白。α-辅肌动蛋白1是骨骼肌细胞中肌动蛋白附着于Z线所必须的，也是其在平滑肌中附于电子致密部分所需。起功能的辅肌动蛋白是反向平行的二聚体，在肌节的细肌丝之间交叉链接。
非肌节特异性的α-辅肌动蛋白（ACTN1和ACTN4）在组织中广泛表达，棒状的α-辅肌动蛋白二聚体的两个末端都包含有肌动蛋白结合结构域。
ACTN4上的突变可造成肾脏疾病局灶性节段性肾小球硬化症。

## 基因
- ACTN1、ACTN2、ACTN3、ACTN4